# Catocala neglecta
Catocala neglecta là một loài bướm đêm thuộc họ Erebidae. Nó được tìm thấy ở Mông Cổ.